# Martina Fiess
Martina Fiess (* 17. Oktober 1964 in Pforzheim) ist eine deutsche Schriftstellerin. Sie veröffentlicht seit 2001 Kriminalromane, Krimigeschichten und hat zwei Weinkrimi-Anthologien mit herausgegeben.

## Leben
Martina Fiess studierte Kunstgeschichte, Philosophie und Politikwissenschaften in Würzburg und Stuttgart, promovierte 1997 über Wassily Kandinsky und arbeitete während und nach ihrem Studium als Journalistin, Sachbuchlektorin und Werbetexterin. Heute ist sie als Autorin und Buch-Coach tätig. Seit sie 2001 zu den Gewinnern des Krimi-Wettbewerbs „Das Verbrechen lauert überall“ gehörte, hat sie zahlreiche Krimi-Erzählungen und neun Romane veröffentlicht. Heldin von acht in der Werbeszene angesiedelten Romanen ist die Werbetexterin und Stadtführerin Bea Pelzer, die als Amateurermittlerin mit ihrer Freundin Jeannette und ihrem Exfreund Teddy Verbrechen aufklärt.  Als Co-Herausgeberin veröffentlichte Martina Fiess außerdem zwei Anthologien mit Weinkrimis. Ihre Romane und viele ihrer Kurzgeschichten sind im Großraum Stuttgart angesiedelt.
Seit 2006 ist sie Mitglied im Krimiautoren-Netzwerk Syndikat und leitete von 2000 bis 2006 die Regionalgruppe Baden-Württemberg der Krimiautorinnen-Vereinigung Mörderische Schwestern (damals: Sisters in Crime).

## Werke (Auswahl)

### Romane
- 2006: Tödlich schön. Emons-Verlag, Köln, ISBN 3-89705-436-1 (Stuttgart-Krimi 2).
- 2007: Tanz mit dem Tod. Emons-Verlag, Köln, ISBN 978-3-89705-521-6 (Stuttgart-Krimi 4).
- 2010: Tod in Degerloch. Emons-Verlag, Köln, ISBN 978-3-89705-707-4 (Stuttgart-Krimi).
- 2014: Tod in der Markthalle. Emons-Verlag, Köln, ISBN 978-3-95451-255-3 (Stuttgart-Krimi).
- 2016: Tod am Bärensee. Emons-Verlag, Köln, ISBN 978-3-95451-815-9 (Stuttgart-Krimi)
- 2018: Tod auf dem Wasen. Emons-Verlag, Köln,  ISBN 978-3-7408-0396-4 (Stuttgart-Krimi)
- 2020: Trollingertod. Emons-Verlag, Köln,  ISBN 978-3-7408-0952-2 (Stuttgart-Krimi)
- 2022: Die Alb, die Liebe und der Tod. Emons-Verlag, Köln, ISBN 978-3-7408-1595-0 (Schwäbische-Alb-Krimi)
- 2024: Tod auf Schloss Solitude. Emons-Verlag, Köln,  ISBN 978-3-7408-23122 (Stuttgart-Krimi)

### Herausgeberin
- 2006: Nur Bacchus war Zeuge. Mörderische Weinkrimis. Co-Hrsg. Britt Reißmann. Emons-Verlag, Köln, ISBN 3-89705-459-0 ().
- 2010: Bis zum letzten Tropfen. Mörderische Weinkrimis. Co-Hrsg. Silvija Hinzmann. Emons-Verlag, Köln, ISBN 978-3-89705-765-4 (Emons. Kriminalroman).

### Kurzkrimis in Anthologien und Zeitschriften
- 2001: Schwarze Ritter küsst man nicht. In: Tatjana Kruse, Anneli von Könemann: Greiffenstein. Mordgeschichten aus dem Burghotel. KBV, Köln, ISBN 3-934638-98-8 (KBV-Krimi 98).
- 2001: Frauensolidarität. In: Teuflische Nachbarn. Mordgeschichten von nebenan. Scherz, Bern u. a., ISBN 3-502-51793-2 (Scherz-Krimis – die mit den Streifen 1793).
- 2001: Frauensolidarität. In: Das Verbrechen lauert überall. „Briefe aus Mosbach“ und andere Bluttaten. Verlag der Criminale u. a., München u. a., ISBN 3-935284-75-6 (Als Gewinner-Beitrag im Rahmen eines Wettbewerbs veröffentlicht).
- 2003: Grüne Träume. In: Crime Session. Stäfflesrutscher morden besser. E-Book. WortWelteN-Verlag, Delmenhorst, ISBN 3-937510-12-5.
- 2003: Kleine Fische leben länger. In: Belinda Rodik, Reinhard Wissdorf (Hrsg.): Schlaf in himmlischer Ruh ... 24 Morde bis Weihnachten. Wittig, Kiel, ISBN 3-8048-4476-6 (Weihnachts-Krimi).
- 2004: Am Anfang war das Wort. In: Tatjana Kruse, Billie Rubin (Hrsg.): Tatort Kanzel. 24 Kirchenkrimis. Wittig, Kiel, ISBN 3-8048-4487-1 (KirchenKrimi).
- 2004: Wer nicht hören will. In: Lisa Kuppler (Hrsg.): Mord isch hald a Gschäft. Argument-Verlag, Hamburg, ISBN 3-88619-884-7 (Ariadne-Krimi 1154).
- 2005: Nackte Tatsachen. In: Juliane Göttinger (Hrsg.): Dennoch liebe ich dich. Kriminalgeschichten. Gipfelbuch-Verlag, Waldsolms/Hessen, ISBN 3-937591-19-2.
- 2005: Der schöne Giovanni. In: Tatjana Kruse (Hrsg.): Tatort Stuttgart. Vertigo, München, ISBN 3-934028-10-1.
- 2006: Küche, Keulchen, Karabiner. In: Ruth Borcherding-Witzke (Hrsg.): Mörderrisch legger! Kulinarische Kurzkrimis aus Sachsen. Mitteldeutscher Verlag, Halle/Saale, ISBN 3-89812-354-5 (TatortOst).
- 2006: Der letzte Elfmeter. In: Lisa Kuppler (Hrsg.): Tödlichs Blechle. Argument-Verlag, Hamburg, ISBN 3-88619-894-4 (Ariadne-Krimi 1164).
- 2006: Teehaus-Blues. In: lift. Stuttgart, Juni, ISSN 1615-6463.
- 2007: Der Esslinger Maultaschenkrieg. In: Gudrun Weitbrecht (Hrsg.): Tödliche Kehrwoche. Theiss, ISBN 978-3-8062-2126-8.
- 2008: Vollmond über Stuttgart. In: Lisa Kuppler (Hrsg.): A Schwob, a Mord? Argument-Verlag, Hamburg, ISBN 978-3-86754-178-7 (Ariadne Krimi 1178).
- 2008: Wer nicht mit der Zeit geht. In: Gudrun Weitbrecht (Hrsg.): Mörderisches Ländle. Theiss, Stuttgart, ISBN 978-3-8062-2215-9.
- 2008: Kleine Fische leben länger. In: Carolin Bunk, Hans Sarkowicz (Hrsg.): Schlaf in tödlicher Ruh. Weihnachtliche Kriminalgeschichten. Insel-Verlag, Frankfurt am Main u. a., ISBN 978-3-458-35082-8 (Insel-Taschenbuch 3382).
- 2010: Dirty Dying. In: lift. Stuttgart November.
- 2010: Das achte Weltwunder am Neckar. In: Bis zum letzten Tropfen. Mörderische Weinkrimis. Emons, Köln, ISBN 978-3-89705-765-4 (Emons. Kriminalroman).
- 2011: Luise und die Heslacher Panther. In: Silvija Hinzmann (Hrsg.): Herrgotts Bscheißerle. Kulinarische Kriminalgeschichten aus Schwaben. Argument-Verlag, Hamburg, ISBN 978-3-86754-196-1 (Ariadne-Krimi 1196).